# بومی ریسورسز
بومی ریسورسز (انگلیسی: Bumi Resources) شرکت معدن اندونزیایی است، که در سال ۱۹۷۳ تأسیس شد.